# Khamis al-Marri

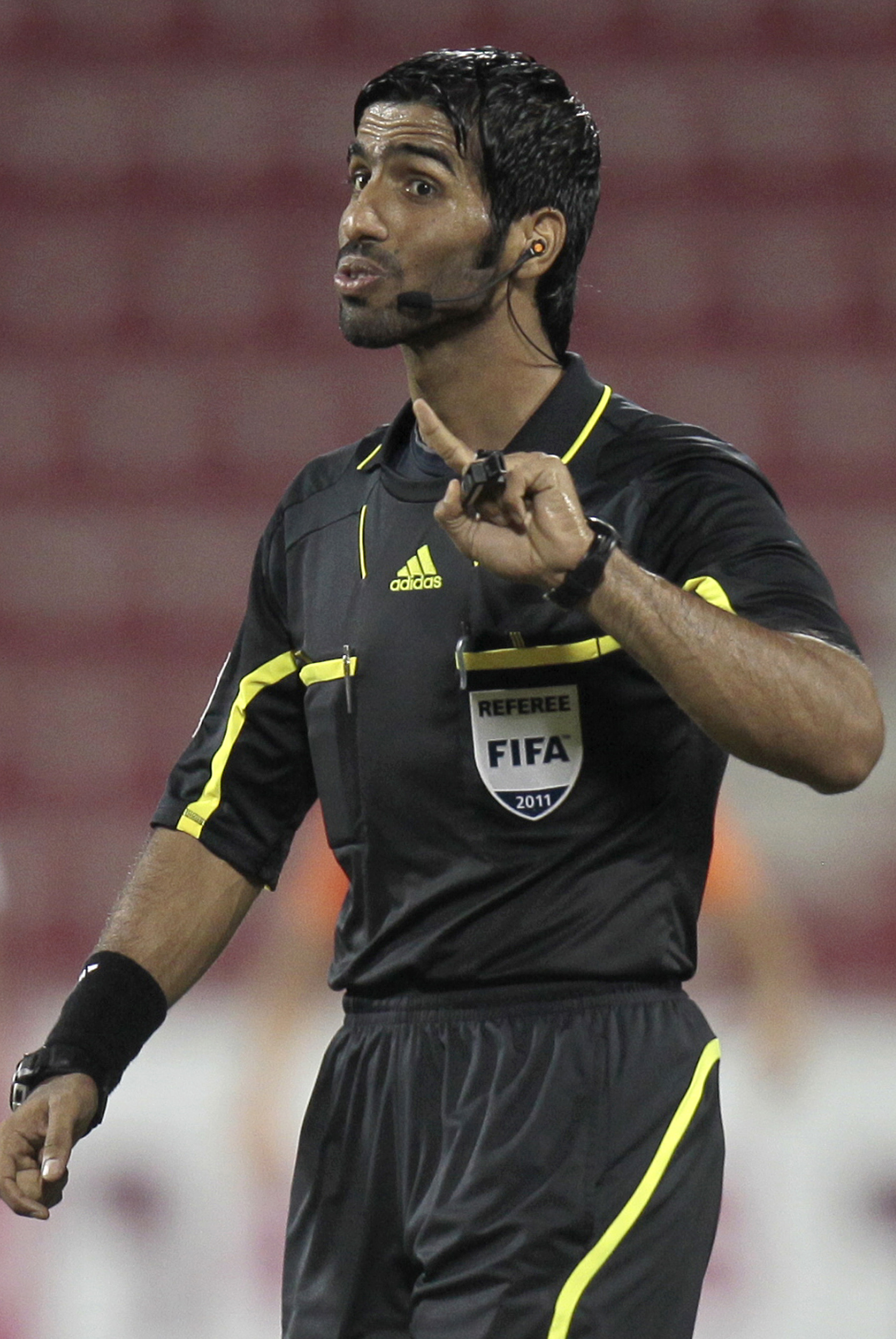
Khamis al-Marri (2011)

Khamis Mohammed al-Marri (arabisch خميس المري, DMG Ḫamīs al-Marrī; * 6. Juli 1984) ist ein katarischer Fußballschiedsrichter.
Al-Marri ist Schiedsrichter in der Qatar Stars League.
Seit 2010 steht er auf der Liste der FIFA-Schiedsrichter (seit 2021 auch als Videoschiedsrichter) und leitet internationale Fußballpartien.
Bei der Asienmeisterschaft 2019 in den Vereinigten Arabischen Emiraten leitete er ein Gruppenspiel.
Bei der Klub-Weltmeisterschaft 2020 in Katar wurde al-Marri als Videoschiedsrichter eingesetzt.
Zudem war er bei der U-23-Asienmeisterschaft 2018 in China, bei der U-20-Weltmeisterschaft 2019 in Polen (als Videoschiedsrichter), bei der U-17-Weltmeisterschaft 2019 in Brasilien und bei der U-23-Asienmeisterschaft 2020 in Thailand im Einsatz.